# تالار تنریفه

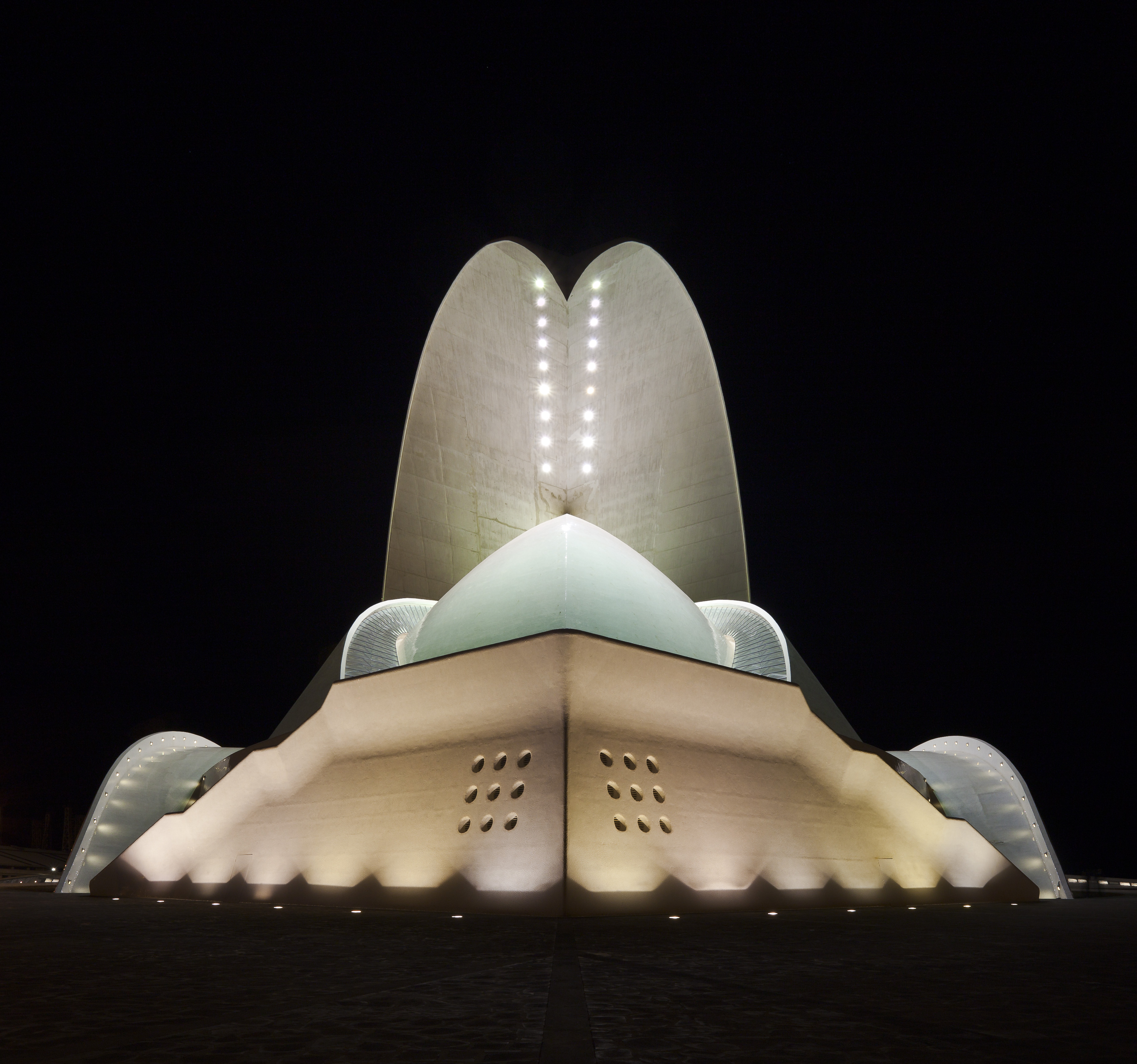
نمایی از تالار تنریف در شب.

تالار تنریفه (به اسپانیایی: Auditorio de Tenerife) ادیتوریومی واقع در سانتا کروس، جزایر قناری، اسپانیا است که توسط سانتیاگو کالاتراوا معمار اسپانیایی طراحی شده‌است.
ساخت بنا در سال ۱۹۹۷ آغاز شد و در سال ۲۰۰۳ تکمیل شد. این بنا در ۲۶ سپتامبر ۲۰۰۳ با حضور فلیپه ششم افتتاح شد. سقف این بنا نمادی از امواج خروشان دریا را تداعی می‌کند و نمونه بارز تلفیق معماری و طبیعت می‌باشد. شامل دو سالن کنسرت یکی با ظرفیت ۱۶۶۰ صندلی و دیگری با گنجایش ۴۱۰ صندلی، مجموعه تشکیل شده از دو حجم مخروطی شکل تو در تو می‌باشد. مهمترین عنصر شاخص بنا سازه بتنی آزاد به ارتفاع ۶۰ متر غیرعملکردی دارای جنبه بصری الهام گرفته از امواج اقیانوس کنار است. در کل ۲ هزار تن بتن مصرف شده و پوسته بتنی پیش فشرده شده‌است. این ساختمان، نمادی از شهرستان و جزیره است.